# Melanargia nigrita
Melanargia nigrita är en fjärilsart som beskrevs av Schroder 1924. Melanargia nigrita ingår i släktet Melanargia och familjen praktfjärilar. Inga underarter finns listade i Catalogue of Life.